# Gravere
Gravere (Gravere anche in piemontese e in francoprovenzale, Gravière in francese) è un comune italiano di 681 abitanti della città metropolitana di Torino in Piemonte. Si trova nell'alta Val di Susa.

## Origini del nome
Il nome Gravere deriva dal latino glarea ("ghiaia"), e si riferisce ai depositi ghiaiosi dovuti allo scorrere dei corsi d'acqua, in particolare del torrente Gelassa, il cui corso nel 1728 fu in parte deviato; dalla stessa radice deriva anche, ad esempio, l'idronimo Gravio.
Nei secoli la zona ove sorge il paese fu conosciuta con diversi nomi: Luximonte (nel testamento di Abbone, fondatore della Novalesa), Yallasse (dal nome del torrente Gelassa) e, infine, Le Graviere (da cui l'odierno Gravere).

## Storia
Costituito da una decina di borgate, nessuna delle quali porta il nome di Gravere, era in origine dipendente a livello amministrativo e religioso da Susa. Nel 1609 per iniziativa degli abitanti fu eretta la nuova chiesa e si creò la parrocchia, ubicata nella piccola ma centrale borgata di Refornetto; pochi anni dopo Gravere (1621) fu costituito in comunità autonoma: anche l'odierna sede comunale si trova a Refornetto.
Fino al 1713 Gravere era il primo comune del Ducato di Savoia che si incontrava provenendo dalla vicina Chiomonte, che era invece parte del Delfinato e quindi, come tutta l'Alta valle di Susa, Regno di Francia a tutti gli effetti. Per la vicinanza al confine, il paese ospitò diverse strutture militari fin dal Medioevo (la borgata Bastia nacque come caposaldo sabaudo, "bastita") e subì devastazioni e saccheggi: nel 1629 vi si svolse la cosiddetta battaglia del Passo di Susa in cui l'esercito francese guidato da Luigi XIII e dal cardinale Richelieu sconfisse le truppe di Carlo Emanuele di Savoia.
Degna di nota la certosa della Losa.
Alcune borgate di Gravere (Morelli, Olmo, Saretto, Mollare e la moderna Valdisogno) si trovano lungo la strada del Monginevro e costituiscono attualmente un abitato quasi continuo, altre (Grande e Piccolo Essimonte, Refornetto, Bastia) sono in vicinanza del Gelassa. Arnodera e Armona sono situate in posizione isolata a mezza costa ad est del capoluogo. La Losa si trova a 1201 m di altitudine, in direzione del Frais.
Nel territorio esistono altre frazioni minori e la borgata abbandonata di Alteretto, che un tempo fu una delle principali località del comune.

### Simboli
Lo stemma e il gonfalone sono stati concessi con decreto del presidente della Repubblica del 30 giugno 1976.
Stemma
Gonfalone

## Monumenti e luoghi d'interesse
- Chiesa della Natività di Maria Santissima

## Società

### Evoluzione demografica
Abitanti censiti

### Etnie e minoranze straniere
Secondo i dati ISTAT al 31 dicembre 2009 la popolazione straniera residente era di 27 persone. Le nazionalità maggiormente rappresentate in base alla loro percentuale sul totale della popolazione residente erano:
- Romania 12 (1,61%)

## Economia

### Turismo invernale
La stazione sciistica di Pian del Frais non è sempre stata l'unica disponibile.
Pian Gelassa, situata a 1.535 m s.l.m. era una stazione sciistica della Val di Susa piuttosto nota negli anni sessanta. La stazione, a differenza del vicino Pian del Frais, non era dotata di un impianto di risalita che collegasse la località con i comuni della Valle. Il 27 luglio 1966 viene inaugurata la strada che collegava Susa con Pian Gelassa. Nella primavera del 1969 viene ultimata la funivia, un anno dopo la cabinovia.
La stazione sciistica durò meno di dieci anni, complice una valanga che colpì gli impianti. Dalla metà degli anni novanta si discute di una riapertura della stazione.

## Amministrazione
Di seguito è presentata una tabella relativa alle amministrazioni che si sono succedute in questo comune.
| Periodo        | Periodo        | Primo cittadino           | Partito                        | Carica  | Note   |
| -------------- | -------------- | ------------------------- | ------------------------------ | ------- | ------ |
| 8 giugno 1985  | 25 maggio 1990 | Giovanni Sicheri          | Democrazia Cristiana           | Sindaco | [ 12 ] |
| 25 maggio 1990 | 24 aprile 1995 | Giovanni Sicheri          | Democrazia Cristiana           | Sindaco | [ 12 ] |
| 24 aprile 1995 | 14 giugno 1999 | Cesare Olivero Pistoletto | -                              | Sindaco | [ 12 ] |
| 14 giugno 1999 | 14 maggio 2001 | Giovanni Sicheri          | lista civica                   | Sindaco | [ 12 ] |
| 14 maggio 2001 | 30 maggio 2006 | Cesare Olivero Pistoletto | lista civica                   | Sindaco | [ 12 ] |
| 29 maggio 2006 | 16 maggio 2011 | Sergio Calabresi          | lista civica                   | Sindaco | [ 12 ] |
| 16 maggio 2011 | 6 giugno 2016  | Sergio Calabresi          | lista civica Uniti per Gravere | Sindaco | [ 12 ] |
| 6 giugno 2016  | 4 ottobre 2021 | Piero Franco Nurisso      | lista civica Gravere 16/21     | Sindaco |        |
| 4 ottobre 2021 | in carica      | Piero Franco Nurisso      | lista civica Gravere 21/26     | Sindaco |        |

### Altre informazioni amministrative
Il comune faceva parte della Comunità Montana Valle Susa e Val Sangone.